# Ignacio Risso Abadie
Ignacio Luis Juan Risso Abadie (Montevideo, Uruguay, 5 de noviembre de 1946) es un abogado y político uruguayo, quien se desempeñó como subsecretario de los ministerios de Defensa Nacional en 1991-1992 y del Interior en 1994-1995. Fue asimismo integrante del Directorio del Banco de Previsión Social entre 1995 y 2000.

## Primeros años
Nació en Montevideo el 5 de noviembre de 1946.
Cursó estudios en la Facultad de Derecho y Ciencias Sociales de la Universidad de la República, donde se graduó como abogado en 1973.
Integró la Asamblea General del Claustro en dicha Universidad por el orden de Egresados.

## Actividad política
Adherente al Partido Nacional, en las elecciones internas de 1982 integró en el séptimo lugar la lista ACG de candidatos a convencionales, encabezada por Eduardo Pons Echeverry.
Posteriormente adhirió al Herrerismo, e integró la directiva del Instituto Manuel Oribe. 

## Subsecretario de Defensa Nacional
El 13 de junio de 1991, el presidente Luis Alberto Lacalle y su ministro de Defensa Nacional Mariano Brito designaron a Risso como subsecretario de dicha cartera,en sustitución de Carlos Delpiazzo, nombrado ministro de Salud Pública.
Ocupó dicha subsecretaría durante poco más de un año, presentando renuncia en setiembre de 1992 y siendo sucedido por José María Barbé Delacroix.

## Subsecretario del Interior
El 10 de mayo de 1994 retornó al gabinete del gobierno de Lacalle al ser nombrado nuevamente subsecretario, esta vez del Ministerio del Interior, por el presidente y su ministro Raúl Iturria,reemplazando a Juan Luis Storace. 
Una semana después, el 17 de mayo, fue ratificado en el cargo por Lacalle y el nuevo ministro Ángel María Gianola, que reemplazó a Iturria tras su renuncia.
Permaneció en el cargo durante algo más de nueve meses, hasta la finalización del período presidencial de Lacalle. 
En marzo de 1995, al iniciar Julio María Sanguinetti su segundo mandato como presidente, Gianola y Risso fueron sucedidos como ministro y subsecretario del Interior por Didier Opertti y Washington Bado respectivamente.

## Directorio del Banco de Previsión Social
El 6 de abril de 1995, previa venia de la Cámara de Senadores, fue nombrado por el nuevo gobierno de Sanguinetti como miembro del Directorio del Banco de Previsión Social.
Integró el Directorio de dicho ente autónomo durante más de cinco años, hasta presentar su renuncia al cargo en setiembre de 2000, la que le fue aceptada por el Poder Ejecutivo entonces presidido por Jorge Batlle.

## Otras actividades

### Funciones públicas
Cumplió funciones como abogado en la División Jurídica del Consejo de Educación Secundaria, ocupando la dirección de la misma.
Fue Director titular en representación de Uruguay del Fondo Financiero para el Desarrollo de la Cuenca del Plata (FONPLATA) en 1994.

### Actividad privada
Fue docente en el Liceo Elbio Fernández y socio de la Sociedad de Amigos de la Educación Popular. 
Integró el Consejo Directivo del Jockey Club del Uruguay entre 1982 y 1990.

## Vida personal
Es hijo de Enrique Esteban Risso Ylla y de María Alice Abadie Gutiérrez, quienes se habían casado en 1930.
Contrajo matrimonio en 1975 con Elena María Teresa Beltrán Storace-hija del también político nacionalista Washington Beltrán Mullin- con quien tuvo tres hijas, Elena, Patricia y Mónica Risso Beltrán.